# Haus Palant

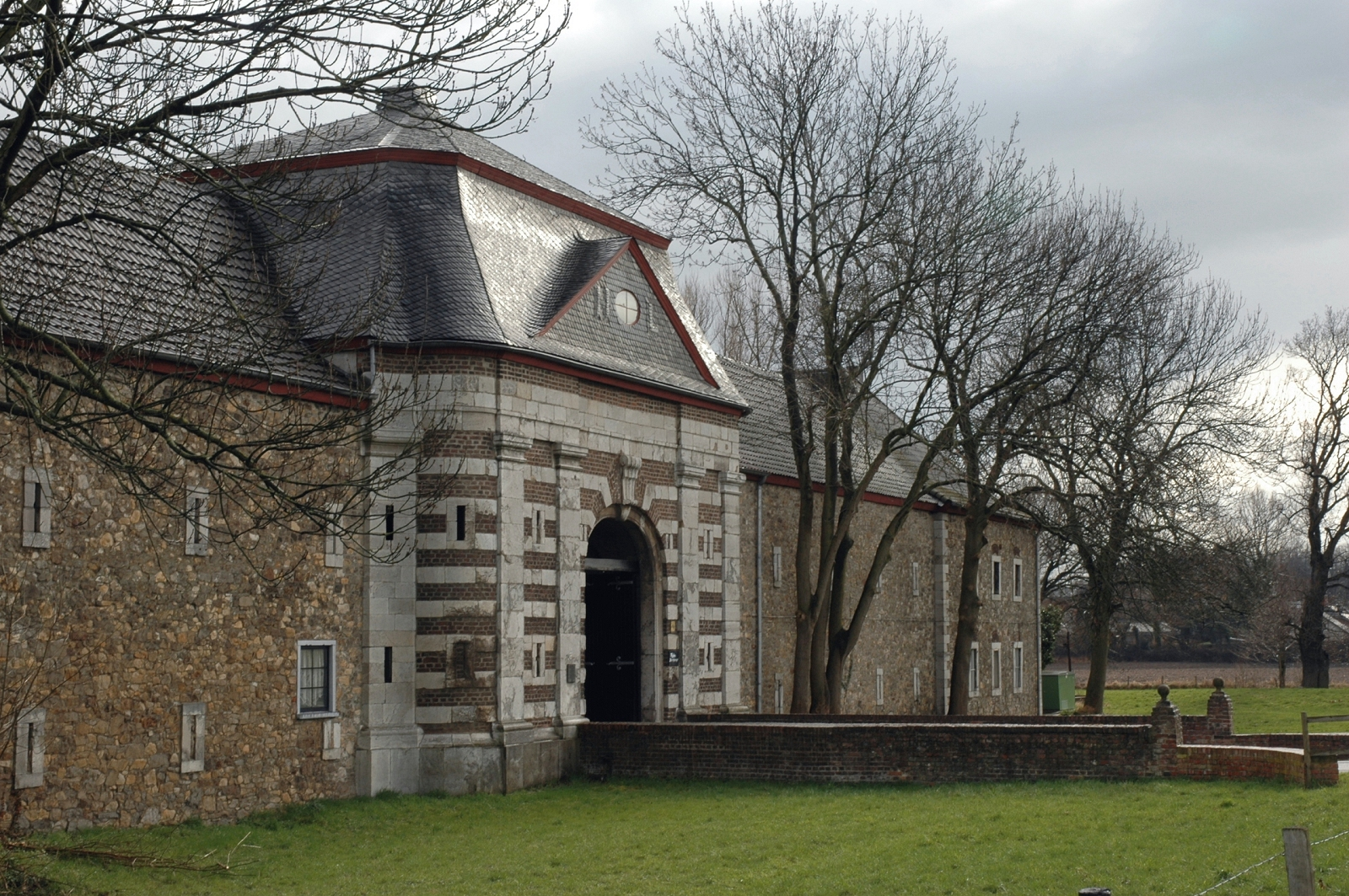
Nordseite der verbliebenen Vorburg mit ihrem Torbau

Das Haus Palant, auch Schloss Palant genannt, war der Stammsitz der einflussreichen Adelsfamilie von Palant im Eschweiler Stadtteil Weisweiler. Es liegt an dessen nordöstlichem Rand, unmittelbar an der Bundesautobahn 4, die Aachen und Köln miteinander verbindet.

## Baubeschreibung
Von der prächtigen Anlage, die Zeitgenossen als „eines der schönsten Schlösser im Jülicher Land“ bezeichneten, ist heute nur noch die Vorburg erhalten. Diese präsentiert sich als ein zweigeschossiger Dreiflügelbau aus Bruchstein mit Walmdächern, dessen offene Seite nach Südosten – dem Standort des einstigen Herrenhauses – zeigt.
Die Fassade ist mit Ausnahme von leicht betonten Seitenrisaliten und Eckquaderungen aus Blaustein sehr schlicht gehalten. Aus diesem Grund ist der aus der Mauerflucht hervorspringende und detailreich gestaltete Torbau mit Mansarddach in der Mitte der Nordfront besonders augenfällig. In früheren Zeiten war er über eine Zugbrücke erreichbar, die heute durch eine gemauerte Bogenbrücke ersetzt ist. Breite Pilaster aus behauenem Blaustein und wechselnde, vertikale Schichten aus Back- und Haustein schmücken seine Nordseite.

## Geschichte

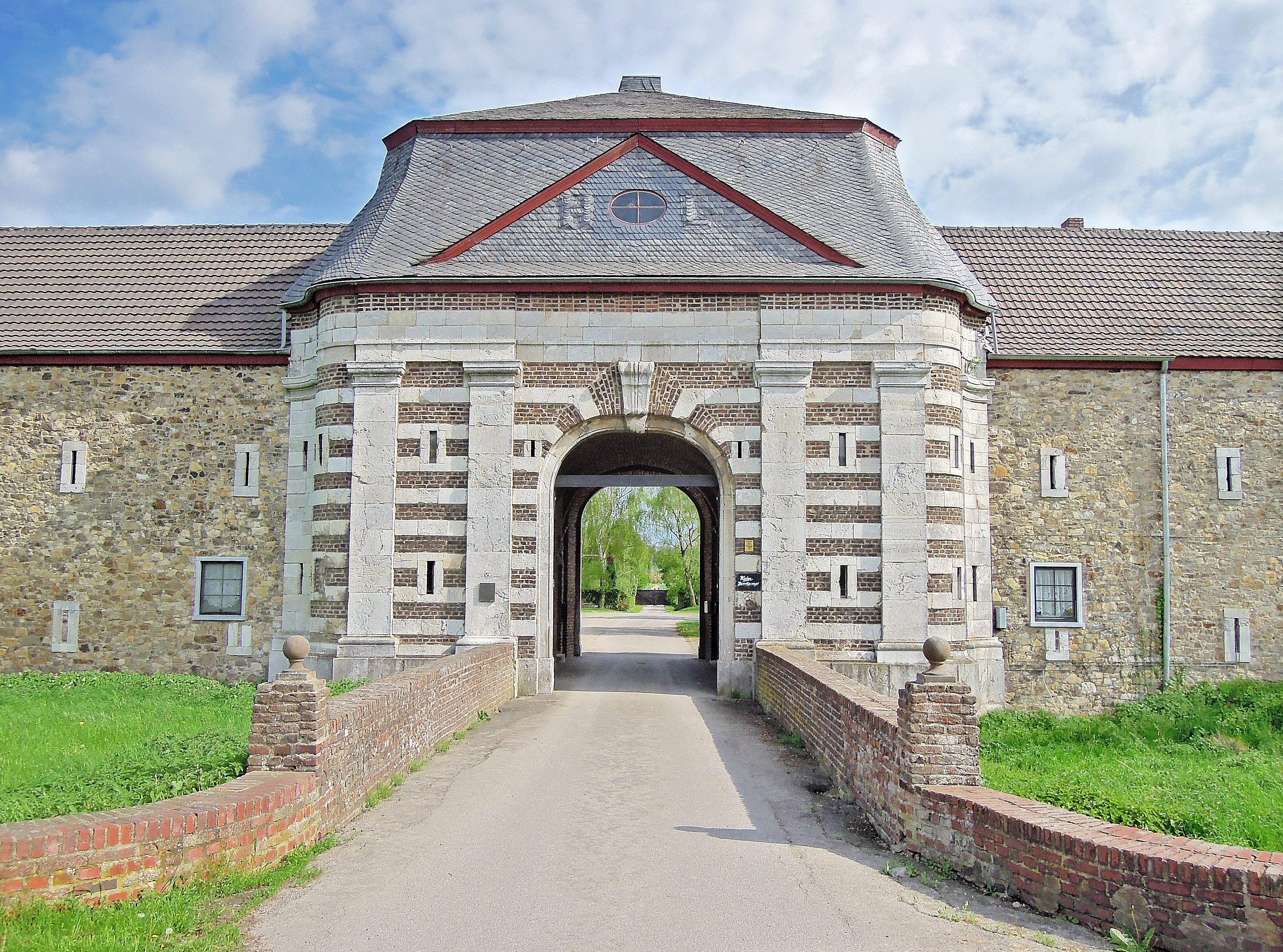
Portalbau des Hauses Palant

Obwohl die Burg Palant erst im Jahr 1456 erstmals urkundlich Erwähnung fand, sehen Historiker in dem Anwesen den Ausgangspunkt für die Entstehung Weisweilers, denn die Anlage geht vermutlich auf ein altes fränkischen Königsgut zurück.
1323 wird erstmals ein Reinhard von Palant als Lehnsmann derer von Cuyck urkundlich erwähnt. Bis heute ist jedoch nicht geklärt, in welcher verwandtschaftlichen Beziehung er zu der späteren Familie von Palant stand, denn diese geht nachweislich auf Karselius, einen Sohn des Aachener Meiers Arnoldus Parvus zurück. Karselius nannte sich ab 1342/44 nach seiner damaligen Burg „von Palant“.

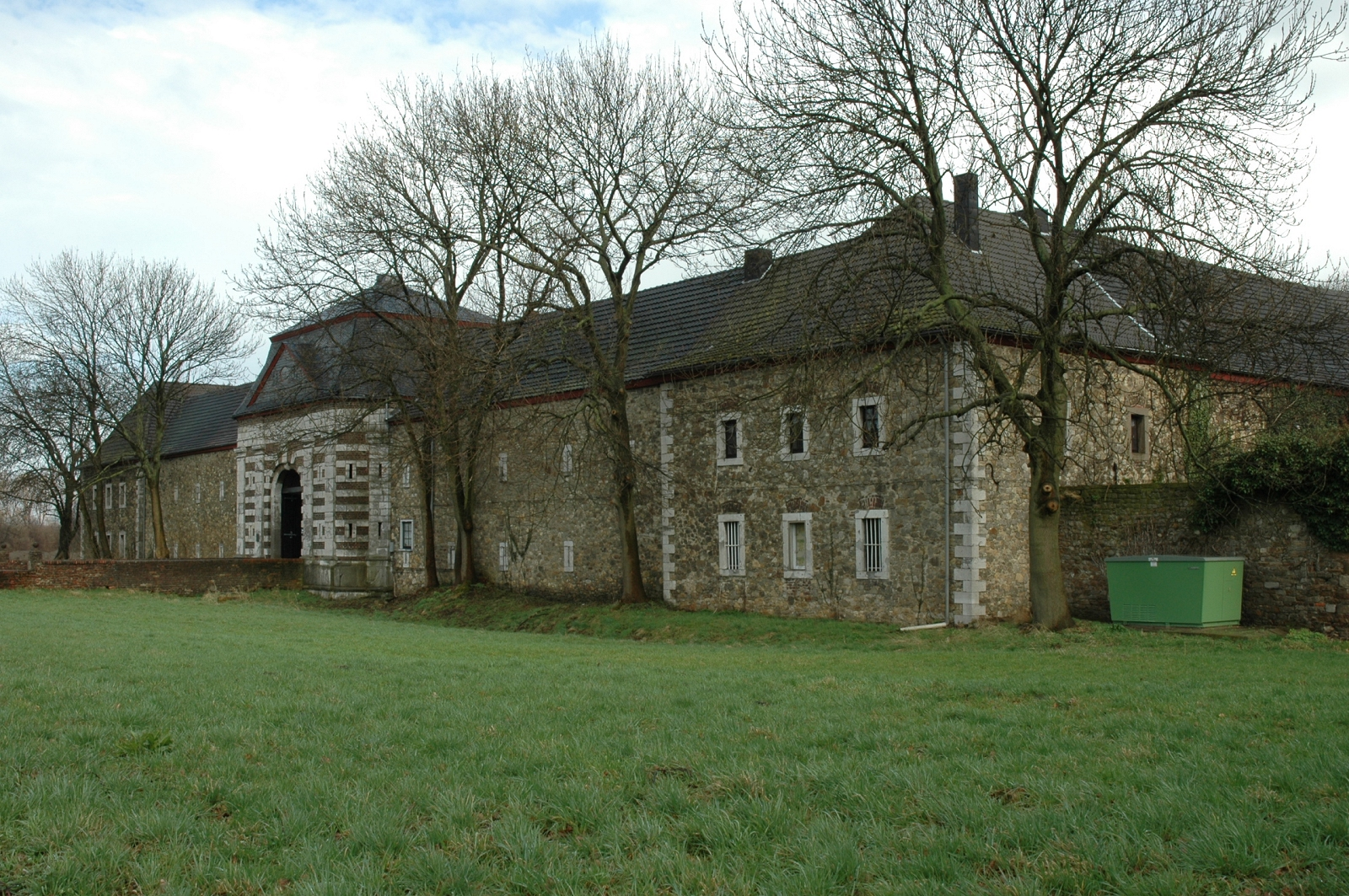
Nordseite der erhaltenen Vorburg von Westen gesehen

Kaiser Karl V. erhob die Familie in den Stand von Reichsbaronen und übertrug Floris I. von Palant (niederländisch Floris I. van Pallandt) 1555 die Grafschaft Culemborg im Herzogtum Geldern. Dessen Sohn Floris II. (1577–1639) ließ Haus Palant um 1600 im Stil der Niederländischen Renaissance erneuern. Eine Ansicht im Codex Welser von 1723 zeigt das Herrenhaus als eine quadratische Anlage mit vier Ecktürmen und je einer Brücke nach Norden und Süden.
Während des Dritten Geldrischen Erbfolgekriegs waren die von Palant durch Wilhelm den Reichen, dem Herzog von Jülich, zeitweilig von Haus Palant vertrieben worden, hatten ihren Besitz aber 1543 durch den Frieden von Venlo zurückerhalten.
Nachdem Floris II. 1639 ohne männliche Nachkommen verstorben war, erbte seine Tochter die Baronie samt Schloss und brachte sie durch Heirat an ihren Ehemann Wolrad IV. von Waldeck-Eisenberg. Dessen Nachkommen verkauften das Schloss 1682 an Graf Adolf Alexander von Hatzfeld, dessen Familie bereits die nahe gelegene Burg Weisweiler besaß.
Nachdem die Anlage durch ein schweres Erdbeben 1755 und durch das Erdbeben bei Düren 1756 größtenteils zerstört worden war, ließen die Hatzfelder Grafen das Haupthaus wiederherstellen und eine neue Vorburg errichten. 1769 verließ die Familie von Hatzfeld Weisweiler und verkaufte Haus Palant gemeinsam mit der Burg Weisweiler und dem Gut Breitenbend an den Jülicher Herzog und Kurfürsten Karl Theodor von der Pfalz, der die Anwesen für seinen unehelichen Sohn Karl August, den Fürsten von Heideck und Bretzenheim, erwarb.
Durch französische Revolutionstruppen wurde Haus Palant 1794 erneut schwer beschädigt. Die Erben Karl Augusts verkauften die Anlage daraufhin zu Beginn des 19. Jahrhunderts an die Grafen von Hompesch-Bollheim. Diese ließen das baufällige Haupthaus 1828 bis auf die Ringmauern niederlegen.
1840 erfolgte der Verkauf an den Aachener Industriellen Charles James Cockerill (* 1817), einen Sohn James Cockerills, dessen Nachfahren es 1917 an die Familie von Hans Leyers veräußerten. Sie ist auch heute noch im Besitz der Anlage und nutzt sie zu landwirtschaftlichen Zwecken, weswegen Haus Palant nicht zu besichtigen ist.
1945 wurde das damals leer stehende Anwesen von polnischen Kriegsgefangenen geplündert und gebrandschatzt. Die Schäden wurden bis 1957 jedoch größtenteils behoben.

## Die Sage vom hartherzigen Verwalter
Als Ende des 18. Jahrhunderts die Franzosen ins Rheinland einmarschierten und das Département de la Roer einrichteten, setzten sie den Franzosen Rapolt als Verwalter in dem herrenlosen Haus Palant ein. Rapolt war bei der Bevölkerung schnell verhasst, da er die Steuern rücksichtslos eintrieb und von herrischem Wesen war. Ihr Groll entlud sich, als Rapolt aufgrund der angekündigten Ankunft der Alliierten in Eschweiler die Güter schnell verkaufen und sich mit dem Erlös zu Pferde davonmachen wollte. Die aufgebrachte Menge tötete ihn gleich hinter Weisweiler.